# 齊爾滕百戶
齊爾滕百戶（Chiltern Hundreds），全名國王陛下在白金漢郡斯托克斯，迪斯伯勒，和布爾納姆齊爾滕三百戶的皇室管家兼郡副司法長官（Crown Steward and Bailiff of the three Chiltern Hundreds of Stoke, Desborough and Burnham）是英國政府內一個古老的職位。本職位從十六世紀開始，已經沒有職權，而且從十七世紀開始，已經沒有工資發出。現在，此職位和另一個同類職位（诺斯特庄园王室管家兼郡副司法长官）被用作英國下議院議員辭職的唯一途徑。

## 歷史
百戶（英文：Hundreds）是英格蘭一個古老的行政區劃。齊爾滕三百戶的覆蓋範圍是白金漢郡境內三個鎮：斯托克斯（Stokes）、狄斯波魯（Desborough）、和布爾納姆（Burnham）。齊爾滕三百戶的覆蓋範圍還有被樹林包圍的齊爾滕山。超頓百戶在十三世紀被成立。當時，齊爾滕山是一個盜賊的隱藏地點。齊爾滕百戶的職責是幫皇室保護他們在當地的財產。
當齊爾滕百戶地區開始發展時，盜賊開始在當地消失。到十六世紀，這一個職位已經沒有任何責任，而工資就在十七世紀開始停止發放。

## 現代
在1623年英國政府說明，因為國會議員被選出的時候，等同被當地的選民給予代表他們的特權，所以，國會議員不可以辭職。但是，國會也不希望議員從君主的戶口中收取工資，製造利益衝突。所以他們在1701年制訂王位繼承法（Act of Settlement 1701），規定所有擔任君主下設立的有資職位（Office of Profit，以下寫成皇室職位）的議員一定要放棄他們的國會職位。
所以，從王位繼承法被制訂後，英國國會的議員在有需要的時候，會向君主申請，擔任以下的職位：
- 國王陛下在白金漢郡斯托克斯，迪斯伯勒，和布爾納姆齊爾滕三百戶的皇室管家兼郡副司法長官（Crown Steward and Bailiff of the three Chiltern Hundreds of Stoke, Desborough and Burnham）
- 北約克郡士嘉堡諾斯特莊園皇室管家兼郡副司法長官（Crown Steward and Bailiff of the Manor of Northstead, Scarborough, North Yorkshire）

這些皇室職位的工資，在現代和近現代的水平來說，非常的低，但是工資是由英國君主發出的，所以議員在得到委任的時候，可以馬上離開國會。
奇怪的是，雖然王位繼承法禁止議員擔任皇室職位，但是王位繼承法並沒有禁止擔任皇室職位的人被選為國會議員。所以，利用這個法例漏洞的議員可以在得到皇室職位以後，再競選一個國會議席。在1926年前，議員成為英國首相或者政府內閣成員時，要再一次當選為議員，方可以擔任首相或者內閣大臣。所以，在當時，諾斯特莊園和齊爾滕三百戶都被準首相或內閣大臣用作辭職來再次當選的途徑。

## 使用方法
當一個議員想辭職的話，他會向財政大臣申請以上兩個職位的其中一個（通常不會申請上次申請者使用過的職位）。當財政大臣收到申請的時候，他會簽發委任狀。理論上，財政大臣可以否決申請，但是，上一次財政大臣行使否決權是1842年。現代慣例是凡有議員向財政大臣申請，財政大臣一般都會照辦不誤。

## 委任期
和諾斯特莊園的職位一樣，齊爾滕百戶是沒有委任期的。一個議員在得到職位後，會無限期擔任職位，直到別個議員被委任（或者申請辭職）為止。
從2010年1月13日起，齊爾滕百戶一位是由民主統一黨議員艾莉絲·羅賓遜 (Iris Robinson)擔任。上一任長官是工黨議員伊恩·吉遜 (Ian Gibson)。他是在2009年6月8日被委任的。2013年2月5日，自由民主黨議員禤傑思（Christopher Murray Paul Huhne）獲委任為齊爾滕百戶。
2016年5月9日起，齊爾滕百戶一位由被當選為倫敦市長的簡世德擔任。由於前首相卡梅倫於2016年9月被委任為諾斯特莊園皇室管家一職而辭去國會議席，所以根據慣例，下一個辭去國會議席的議員將會被委任為齊爾滕百戶皇室管家。

## 文獻
1. ↑   (PDF). House of Commons Information Office（英國下議院資料辦公室）. 2002年11月1日  [2007年8月15日]. （原始内容 (PDF)存档于2008年5月27日）.
2. ↑  .   [2013-02-09]. （原始内容存档于2013-04-23）.